# Zorzines tanakai
Zorzines tanakai là một loài bướm đêm trong họ Noctuidae.